# Parafia św. Anny w Długiej Kościelnej
Parafia św. Anny w Długiej Kościelnej – parafia rzymskokatolicka należąca do dekanatu sulejóweckiego diecezji warszawsko-praskiej, metropolii warszawskiej Kościoła katolickiego, w Długiej Kościelnej pod Halinowem.
Pierwotnie parafia diecezji poznańskiej. Erygowana w 1445. Odnowienia zagubionego dokumentu erekcyjnego dokonano w 1630. Od 1798 w diecezji warszawskiej, później w archidiecezji warszawskiej. Od 1992 jest parafią diecezji warszawsko-praskiej.
Na początku XX wieku w parafii św. Anny istniał silny ośrodek ruchu mariawickiego. Jego konsekwencją był rozłam w 1907, w wyniku którego w Długiej Kościelnej powstała mariawicka parafia Przenajświętszego Sakramentu.

## Zasięg parafii
Do parafii należą wierni z następujących miejscowości: Długa Kościelna, Długa Szlachecka, Budziska, Grabina, Józefin, Królewskie Brzeziny, oraz częściowo z miejscowości Kazimierów, Halinów i  Nowy Konik.

## Historia
- I poł. XV w. darowanie wsi Długa Kościelna przez bliżej nieznanego Mikosiusa Kapitule Warszawskiej, która wybudowała kaplicę;
- 1445 budowa kościoła parafialnego przez Kapitułę Warszawską;
- 1445 powstanie parafii wydzielonej z parafii Zerzeń
- 1453 konserwacja kościoła
- 1592 założenie ksiąg metrykalnych
- 1603 wizytacja biskupa Wawrzyńca Goślickiego z Poznania – parafia diecezji poznańskiej, dekanatu Liwskiego
- 1630 odnowa erekcji parafii pw. NMP – św. Anny przez biskupa poznańskiego Macieja Łubieńskiego
- XVIII w. powstanie dzwonnicy
- XIX w. założenie cmentarza grzebalnego
- 1853 wybudowanie plebanii
- 1861 odnowa kościoła przez ks. proboszcza Franciszka Balcerkiewicza
- 1877 odbudowa kościoła własnym sumptem przez Aleksandra i Paulinę Kowalewskich – dziedziców z Cisia
- 1880 postawienie przez murarza Józefa Stokłosę parkanu z kamieni wokół kościoła
- 1907 część wiernych przechodzi do nowo powstałej parafii pw.  Przenajświętszego Sakramentu
- 1946 zawieszenie w dzwonnicy dzwonu im. Augusta, jako wotum parafii
- 1949 konsekracja dzwonu przez bpa Wacława Majewskiego
- 1963 po 86 latach remont kościoła i przebudowa parkanu, staraniem ks. Proboszcza Józefa Urcusa i parafian
- 1980 powstanie nowego ośrodka duszpasterskiego na terenie parafii w miejscowości Halinów
- 1987 erygowanie nowej parafii Matki Łaski Bożej w Halinowie
- 24 września 1995 uroczyste obchody 550 lat istnienia parafii, poświęcenie groty Matki Bożej Niepokalanej
- 9 września 2000 podpalenie i spalenie zabytkowego, drewnianego kościoła przez nieznanego sprawcę
- 8 czerwca 2002 poświęcenie i wmurowanie kamienia węgielnego pod nowy murowany kościół przez ks. bpa Kazimierza Romaniuka[1]
- 23 listopada 2004 poświęcenie nowego kościoła przez bpa Stanisława Kędziorę
- 10 września 2006 konsekracja nowej, murowanej świątyni przez ks. arcybiskupa Sławoja Leszka Głódzia
- 23 czerwca 2013 poświęcenie organów przez bpa Marka Solarczyka
- 25 października 2016 poświęcenie chrzcielnicy przez ks. arcybiskupa Henryka Hosera
- 1–2 grudnia 2017 peregrynacja Matki Bożej w kopii Cudownego Obrazu Jasnogórskiego

## Proboszczowie
- ks. Jan Kamionowski (1672–1682)
- ks. Marcjan Mioduszewski (1682–1688)
- ks. Marcin Mertyński (1688–1709)
- ks. Andrzej Wyszeński (1709–1742)
- ks. Dominik Trzemeski (1742–1763)
- ks. Adam Klimkowski (1763–1775)
- ks. Kasper Świeżowski (1776–1813)
- ks. Stefan Skrobotowicz (1814–1845)
- ks. Franciszek Balcerkiewicz (1845–1877)
- ks. Roch Ratuszny (1877–1885)
- ks. Bonifacy Michałowicz (1885–1891)
- ks. Antoni Kukalski (1891–1895)
- ks. Adam Jasiński (1895–1896)
- ks. Edward Sawicki (1896–1897)
- ks. Błażej Kisielski (1897–1899)
- ks. Józef Samborski (1899–1900)
- ks. Franciszek Komosiński (1900–1921)
- ks. Aleksander Biernacki (1921–1926)
- ks. Henryk Kwasiborski (1926–1935)
- ks. Jan Maciejewski (1935–1936)
- ks. Jan Lebioda (1936–1944)
- ks. Bogusław Kaniowski (1945–1949)
- ks. Stanisław Polak (1949–1962)
- ks. Józef Urcus (1962–1971)
- ks. Emilian Skrzecz (1971–1972)
- ks. Władysław Jędrych (1972–1976)
- ks. Stanisław Wachowski (1976–1977)
- ks. Eugeniusz Drapała (1977–1985)
- ks. Andrzej Świętochowski (1985–1986)
- ks. Stanisław Wołosiewicz (1986–1988)
- ks. Jan Gołębiewski (1988–1993)
- ks. Jan Ruciński (1993–2023; budowniczy nowego kościoła)
- ks. Jarosław Sikorski (od 2023)[2]

## Zabytki na terenie kościoła
- Drewniana dzwonnica z XVIII wieku, o  konstrukcji słupowej, oszalowana, w górnej części ażurowa; zbudowana na planie kwadratu i zwieńczona gontowym dachem namiotowym. Wewnątrz znajdują się 4 dzwony o napędzie ręcznym.
- Drewniana kaplica – ocalała kruchta, ze spalonego, zabytkowego kościoła
- Murowana plebania z 1853 roku.